# 드리타라슈트라
드리타라슈트라(산스크리트어: धृतराष्ट्र)는 힌두 서사시 마하바라타에 나오는 쿠루 왕이자 카우라바의 아버지였다. 그는 하스티나푸라에 수도를 둔 쿠루 왕국의 왕이었다. 그는 비치트라비르야의 첫 부인인 암비카에게서 태어났다.
드리타라슈트라는 장님으로 태어났다. 그는 아내 간다리에게서 100명의 아들과 1명의 딸 두샬라를, 아내의 시녀에게서 아들 유유추를 낳았다. 장남 두료다나를 포함하지만 유유추와 두샬라는 포함하지 않는 이 아이들은 카우라바로 알려지게 되었다.

## 어원과 역사성
드리타라슈트라는 "국가를 지원/지탱하는 자"를 의미한다.
야주르베다의 카타카 삼히타( 경 1200–900 BCE)에서 드리타라슈트라 바이치트라비르야라는 이름의 역사적인 쿠루 왕이 리그베다 시대의 바라타 왕 수다스의 후손으로 언급된다. 그의 소는 브라트야 고행자와의 갈등의 결과로 파괴되었다고 한다. 그러나 이 언급은 그의 통치에 대한 마하바라타의 설명의 정확성에 대한 확증을 제공하지 않는다. 드리타라슈트라는 브라트야를 그의 영토로 받아들이지 않았고 의식의 도움으로 브라트야는 그의 가축을 파괴했다. 브라트야 집단은 판찰라의 바가 달비가 이끌었다.

## 출생과 초기 생애
쿠루 국왕 비치트라비르야가 병으로 사망한 후 쿠루 왕조에서 왕위를 계승하고자 후계자를 선정하려고 했으나 비슈마는 그의 서약으로 인해 왕좌를 차지할 수 없었고 바흘리카 왕국에 있는 샨타누의 형 바흘리카는 바흘리카 왕국을 떠나지 않으려 하면서 쿠루 왕조의 계승 위기가 발생했다. 사티아바티는 그녀의 아들 비야사를 초대하여 니요가 관행에 따라 여왕 암비카와 암발리카를 임신시킨다. 비야사가 암비카를 임신시키러 갔을 때 그의 무서운 외모가 그녀를 겁에 질려 결합하는 동안 눈을 감았다. 따라서 그녀의 아들은 맹인으로 태어났다.
드리타라슈트라는 그의 동생인 판두와 함께 비슈마와 크리파에 의해 군사 기술 훈련을 받았다. 눈이 먼 드리타라슈트라는 무기를 휘두를 수 없었지만 비야사의 혜택으로 인해 십만 마리 코끼리의 힘을 가졌으며 맨손으로 철을 부술 수 있을 정도로 강했다고 한다.
상속인을 지명할 때가 되었을 때 비두라는 판두가 장님이 아니기 때문에 후계자에 더 적합할 것이라고 제안했다. 드리타라슈트라는 장자권을 잃은 것에 대해 씁쓸해하면서도 기꺼이 왕관을 양보했지만, 이 행동은 나중에 그의 왕관에 대한 집착으로 스며들게 될 것이다. 드리타라슈트라는 하스티나푸라의 약하고 낮은 가신 간다라의 공주 간다리와 결혼했다. 결혼 후 간다리는 남편의 실명을 진정으로 경험하기 위해 눈가리개로 눈을 가렸다. 간다리와 그는 카우라바라고 불리는 100명의 아들과 1명의 딸 두샬라를 두었다. 그는 또한 하녀의 어머니인 유유추라는 아들이있었다.

## 재위
판두가 킨다마에게 저주를 받은 이후 왕위에서 물러나 숲으로 떠나자 드리타라슈트라는 쿠루 왕위를 물려받았다. 비야사의 축복을 통해 그와 간다리는 100명의 아들과 딸을 두었고 그의 장남 두료다나가 그의 후계자가 되었다. 두료다나가 태어나자 불길한 징조가 나타났습니다. 많은 현자와 사제들이 드리타라슈트라와 간다리에게 아기를 버리라고 조언했다. 그러나 그들은 그렇게 하기를 거부했다. 두료다나는 제왕학을 받으면서 자랐고 그의 부모는 그가 위대한 상속자가 될 것이라고 믿었다.
그러나 판두가 죽었을 때 쿤티와 그녀의 아들은 드리타라슈트라의 아이들과 함께 살면서 하스티나푸라로 돌아왔다. 판두의 장남 유디슈티라는 두료다나보다 나이가 많았다. 판두가 원래 왕이고 유디슈티라가 다르마 신에게서 태어났다는 점을 감안할 때 그는 왕좌에 대한 강력한 주장권을 가졌으며, 이윽고 승계 위기가 시작되었다. 드리타라슈트라는 유디슈티라의 장점을 인식했지만 그의 아들인 두료다나를 더 애호했다. 브라만, 비두라 및 비슈마의 많은 압력에 따라 드리타라슈트라는 마지 못해 유디슈티라를 후계자로 지명했다.

### 쿠루 왕국의 분할
판다바가 제물로 바쳐졌다고 여겨지는 라크샤그리하 사건 이후, 드리타라슈트라는 애도하지만 마침내 두료다나를 그의 후계자로 지명할 수 있었다. 그러나 판다바가 살아남은 것으로 밝혀졌음에도 불구하고 두료다나는 유디슈티라에게 태자직을 양도하는 것을 거부했다. 비슈마의 조언에 따라 드리타라슈트라는 왕국을 분할하여 하스티나푸라를 두료다나에게, 칸다바프라스타를 유디슈티라에게 분봉했다.

### 주사위 게임

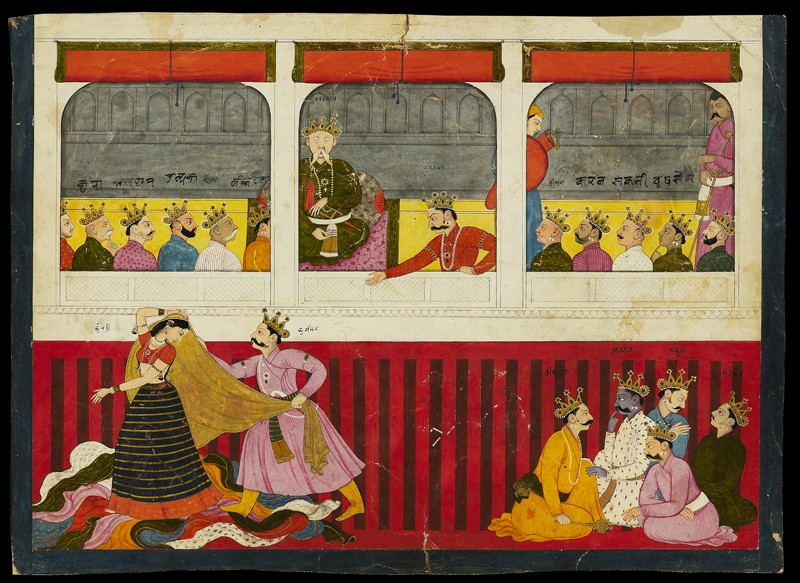
드라우파디는 드리타라슈트라의 집회에서 옷을 벗었다. 왕은 중앙에 앉아 있다.

간다리의 형제인 샤쿠니는 주사위의 달인이었다. 그는 그의 조카 두료다나와 함께 주사위 게임에서 음모를 꾸미고 판다바를 도박에 초대했다. 도박은 샤쿠니의 승리로 끝났고 판다바는 그들의 왕국, 부, 명성을 잃고 13년 동안 유배당했다. 판다바의 아내 드라우파디는 두샤사나에 의해 궁정에서 옷을 벗길 위기에 처하는 등 갖은 굴욕을 당했다. 눈먼 왕은 드라우파디가 쿠루족을 저주하려고 하자 간다리와 상의한 후에야 개입했다. 비카르나 및 비두라와 같은 유명인이 두료다나의 죄에 반대했지만 대부분의 관중은 하스티나푸라에 대한 의무로 인해 무력했다. 드리타라슈트라는 카우라바들을 말릴 수 있었지만 그렇게 하지 않았다.

## 쿠루크셰트라 전쟁

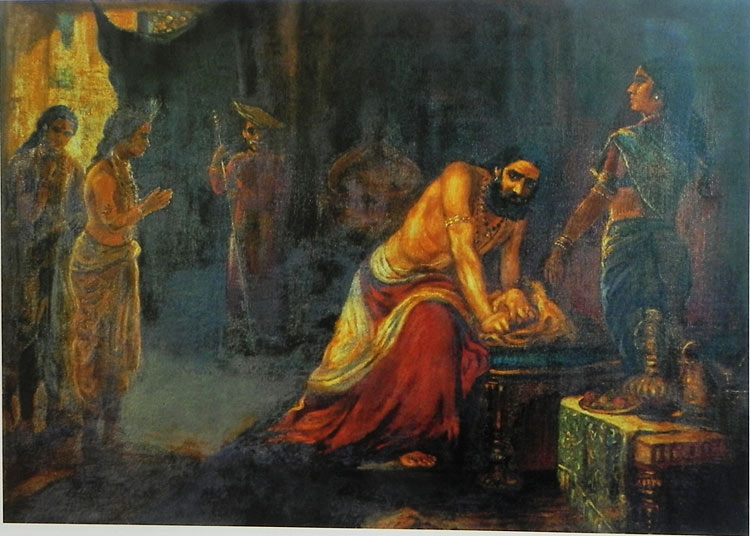
크리슈나는 드리타라슈트라에게 판다바들에게 땅을 돌려주어 판다바들과의 전쟁을 피하라고 요청한다.

13년간의 유배가 끝나고 마츠야에서 머무르던 판다바들은 카우라바들이 인드라프라스타를 돌려주지 않으면 전쟁을 벌이겠다고 결의했고, 판다바의 정신적 지주인 크리슈나는 카우라바를 설득하여 전쟁을 피하기 위해 판다바 측의 사신으로서 하스티나푸라를 방문했다. 그러나 두료다나는 그를 체포하기 위해 음모를 꾸몄고 그 결과 임무가 실패했다. 크리슈나의 임무가 실패하고 전쟁이 불가피한 것처럼 보이자 비야사는 드리타라슈트라에게 접근하여 그가 전쟁을 볼 수 있도록 신통력을 부여하겠다고 제안했다. 그러나 그의 친족이 학살당하는 것을 보고 싶지 않았던 드리타라슈트라는 그 혜택을 그의 마부인 산자야에게 주도록 요청했다. 산자야는 비마가 그의 모든 자녀를 죽인 방법을 보고하면서 그의 군주에게 충실하게 전쟁을 설명했다. 산자야는 자신의 관점과 도덕으로 왕에게 도전하면서 눈먼 왕을 위로했다. 주 크리슈나가 쿠루크셰트라의 전장에서 아르주나에게 비슈바루파(진정한 형태)를 보여 주었을 때 드리타라슈트라는 신성한 시력을 소유하지 않은 것을 후회했다.

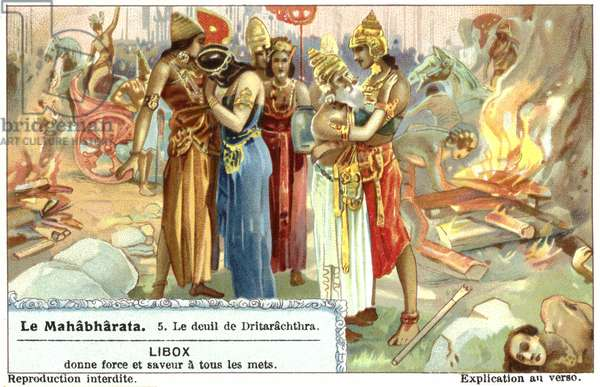
드리타라슈트라는 그의 아들들의 죽음을 애도한다.

드리타라슈트라는 비슈마, 드로나, 카르나 및 기타 쿠루 전사들이 카우라바 진영에 승리를 가져올 것라고 확신했다. 그는 전쟁의 흐름이 판다바에게 불리하게 바뀔 때마다 기뻐했다. 그러나 전쟁의 결과는 그를 황폐화시켰다. 그의 모든 아들과 손자 중 한 명을 제외하고 대학살로 사망했다. 드리타라슈트라의 외동딸 두샬라는 미망인이었다. 유유추는 전쟁이 시작될 때 판다바 측으로 귀순했으며 전쟁에서 살아남은 드리타라슈트라의 유일한 아들이었다.

### 비마의 철동상을 분쇄하다

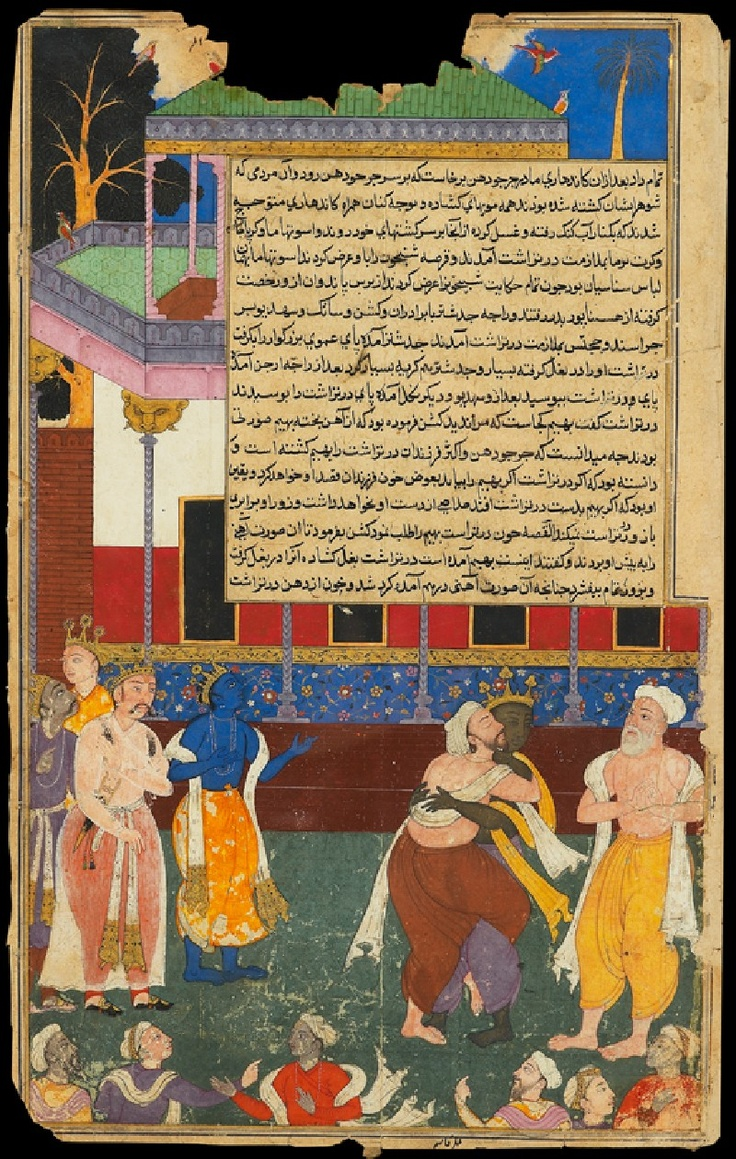
드리타라슈트라가 비마의 동상을 부수고 있다.

드리타라슈트라는 그의 모든 아들, 특히 두료다나를 무자비하게 죽인 비마에게 분노했다. 전쟁이 끝난 후, 승전한 판다바는 공식적인 권력 승계를 위해 하스티나푸라에 도착했다. 판다바는 삼촌을 포옹하고 존경을 표하기 위해 출발했다. 드리타라슈트라는 유디슈티라를 원한없이 진심으로 껴안았다. 드리타라슈트라가 비마에게로 향했을 때 크리슈나는 그의 의도를 감지하고 비마에게 두료다나의 비마 철상(훈련을 위해 왕자가 사용)을 대신 옮겨달라고 요청했다. 드리타라슈트라는 동상을 산산조각 내고 울면서 무너졌고 그의 분노는 사라졌다. 그 후 그는 그의 어리석음에 대해 사과하고 비마와 다른 판다바들을 진심으로 받아들였다.

## 말년과 최후
쿠루크셰트라 전쟁 이후 슬픔에 잠긴 눈먼 왕은 그의 아내 간다리, 시누이 쿤티, 이복동생 비두라와 함께 참회를 위해 하스티나푸라를 떠났다. 그들 모두(그를 앞선 비두라 제외)는 산불로 사망하고 해탈을 얻었다고 믿어진다.

## 같이 보기
- 두료다나